# Maor Melikson
Maor Melikson, né le 30 octobre 1984 à Yavné, est un footballeur international israélien. Il occupe le poste de milieu de terrain.

## Biographie

### Son parcours en Israël
Le 26 mai 2010, Maor Melikson fait ses débuts avec Israël en match amical contre l'Uruguay, entrant à la soixante-et-unième minute de jeu à la place de Gil Vermouth. Au début du mois d'août, il est appelé lors d'un stage international afin de préparer le début des éliminatoires de l'Euro 2012. Dans le groupe des vingt-trois, il reste cependant sur le banc pour les matches face à Malte et à la Géorgie. Le 21 novembre, le sélectionneur Luis Fernandez le rappelle pour une session de formation, organisée dans le but d'observer quelques joueurs peu habitués aux matches internationaux.

### La révélation à Cracovie
Le 31 janvier 2011, Melikson rejoint le club polonais du Wisła Cracovie, et s'engage sur une durée de quatre ans et demi. Dès son arrivée, il se voit confier les clés du milieu de terrain cracovien et de l'animation offensive par Robert Maaskant, l'entraîneur néerlandais. Son entente avec Tsvetan Genkov fait des merveilles, créant à elle seule une dizaine de buts en quelques mois, et poussant le Wisła vers la première place du classement. Sur le sol polonais, Melikson se voit également confirmer la nationalité du pays d'origine de sa mère, née à Legnica, par le gouverneur de Mazovie, ce qui lui permettrait de jouer avec l'équipe nationale polonaise comme envisagé par Jacek Zieliński, le sélectionneur adjoint.
Le 10 août 2011, il débloque son compteur but en sélection en inscrivant un doublé face à la Côte d'Ivoire, dans un match que les Israéliens perdent quatre buts à trois.

### En France
Le 15 janvier 2013, il signe un contrat de deux ans et demi avec le Valenciennes FC. Son premier but sous ses nouvelles couleurs a lieu au Stade du Hainaut face à Lille. Il n'a marqué que quatre buts en un an et demi, dont deux penalties.

## Statistiques
| Saison                | Club                  | Championnat           | Championnat | Championnat | Coupe(s) nationale(s) | Coupe(s) nationale(s) | Compétition(s) continentale(s) | Compétition(s) continentale(s) | Compétition(s) continentale(s) | Israël | Israël | Total | Total |
| Saison                | Club                  | Division              | M.          | B.          | M.                    | B.                    | Comp.                          | M.                             | B.                             | M.     | B.     | M.    | B.    |
| 2006-2007             | Maccabi Haïfa         | Ligat Toto            | 18          | 1           | 6                     | 0                     | C3                             | 9                              | 0                              | -      | -      | 33    | 1     |
| 2007-jan 2008         | Maccabi Haïfa         | Ligat Toto            | 6           | 0           | 9                     | 1                     | -                              | -                              | -                              | -      | -      | 15    | 1     |
| Sous-total            | Sous-total            | Sous-total            | 24          | 1           | 15                    | 1                     | -                              | 9                              | 0                              | 0      | 0      | 48    | 2     |
| jan 2008-2008         | Hapoël Kfar Sabah     | Ligat Toto            | 15          | 0           | 3                     | 2                     | -                              | -                              | -                              | -      | -      | 18    | 2     |
| Sous-total            | Sous-total            | Sous-total            | 15          | 0           | 3                     | 2                     | -                              | 0                              | 0                              | 0      | 0      | 18    | 2     |
| 2008-2009             | Hapoël Beer-Sheva     | Liga Leumit           | 28          | 5           | 11                    | 3                     | -                              | -                              | -                              | -      | -      | 39    | 8     |
| 2009-2010             | Hapoël Beer-Sheva     | Ligat Toto            | 30          | 9           | 6                     | 4                     | -                              | -                              | -                              | 1      | 0      | 37    | 13    |
| 2010-jan 2011         | Hapoël Beer-Sheva     | Ligat Toto            | 19          | 4           | 4                     | 0                     | -                              | -                              | -                              | -      | -      | 23    | 4     |
| Sous-total            | Sous-total            | Sous-total            | 77          | 18          | 21                    | 7                     | -                              | 0                              | 0                              | 1      | 0      | 99    | 25    |
| jan 2011-2011         | Wisła Cracovie        | Ekstraklasa           | 15          | 4           | 2                     | 0                     | -                              | -                              | -                              | -      | -      | 17    | 4     |
| 2011-2012             | Wisła Cracovie        | Ekstraklasa           | 18          | 1           | 3                     | 1                     | C3                             | 11                             | 3                              | 4      | 2      | 36    | 7     |
| 2012-jan 2013         | Wisła Cracovie        | Ekstraklasa           | 13          | 1           | 2                     | 0                     | -                              | -                              | -                              | 4      | 1      | 19    | 2     |
| Sous-total            | Sous-total            | Sous-total            | 46          | 6           | 7                     | 1                     | -                              | 11                             | 3                              | 8      | 3      | 72    | 13    |
| jan 2013-2013         | Valenciennes FC       | Ligue 1               | 16          | 2           | 0                     | 0                     | -                              | -                              | -                              | 4      | 0      | 20    | 2     |
| 2013-2014             | Valenciennes FC       | Ligue 1               | 36          | 2           | 2                     | 0                     | -                              | -                              | -                              | 5      | 0      | 43    | 2     |
| Sous-total            | Sous-total            | Sous-total            | 52          | 4           | 2                     | 0                     | -                              | -                              | -                              | 9      | 0      | 63    | 4     |
| 2014-2015             | Hapoël Beer-Sheva     | Ligat Toto            | 30          | 3           | 7                     | 2                     | C3                             | 2                              | 0                              | 2      | 0      | 41    | 5     |
| 2015-2016             | Hapoël Beer-Sheva     | Ligat Toto            | 30          | 7           | 9                     | 0                     | C3                             | 2                              | 0                              | 1      | 0      | 42    | 7     |
| 2016-2017             | Hapoël Beer-Sheva     | Ligat Toto            | -           | -           | -                     | -                     | C1                             | 5                              | 1                              | -      | -      | 5     | 1     |
| Sous-total            | Sous-total            | Sous-total            | 60          | 10          | 16                    | 2                     | -                              | 9                              | 1                              | 3      | 0      | 88    | 13    |
| Total sur la carrière | Total sur la carrière | Total sur la carrière | 274         | 39          | 64                    | 13                    | -                              | 29                             | 4                              | 21     | 3      | 388   | 59    |

## Palmarès
- Vainqueur de la Coupe de la Ligue israélienne : 2009
- Champion de Pologne : 2011
- Champion d'Israël : 2016 et 2017